# راشيل كلاين
راشيل كلاين (بالإنجليزية: Rachel Klein)‏ (1953)؛ مترجمة وروائية أمريكية.

## روابط خارجية
- راشيل كلاين على موقع IMDb (الإنجليزية)
- راشيل كلاين على موقع قاعدة بيانات الفيلم (الإنجليزية)